# 圣洛朗 (洛特-加龙省)
圣洛朗（法語：Saint-Laurent，法語發音：[sɛ̃ loʁɑ̃] ⓘ）是法国洛特-加龙省的一个市镇，位于该省中南部，属于内拉克区。

## 地理
圣洛朗（44°14'49"N, 0°24'0"E）面积4.4 平方千米，位于法国新阿基坦大区洛特-加龍省，该省份为法国西南部内陆省份，北起多爾多涅省，西接吉倫特省和朗德省，南至热尔省，东临塔恩-加龙省和洛特省。
与圣洛朗接壤的市镇（或旧市镇、城区）包括：巴藏、布吕什、克莱蒙代苏、弗加罗勒、孟德斯鸠、圣玛丽港。

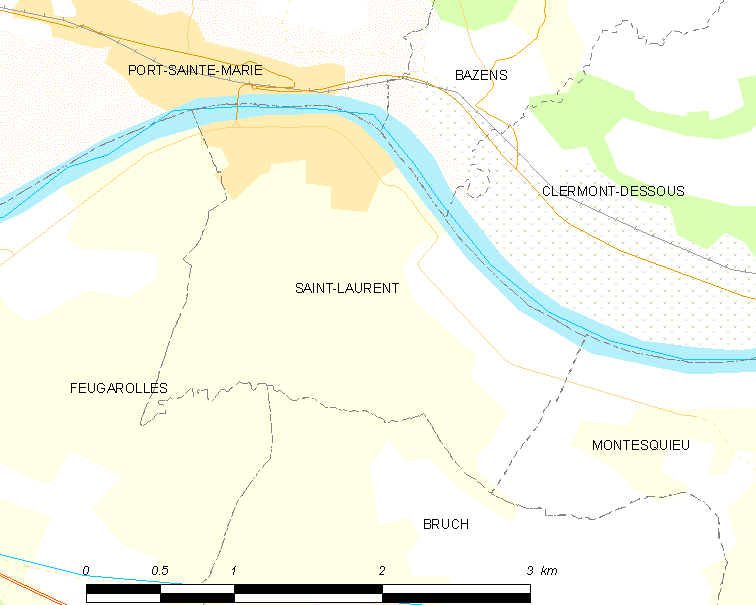
的OSM定位图

圣洛朗的时区为UTC+01:00、UTC+02:00（夏令时）。

## 行政
圣洛朗的邮政编码为47130，INSEE市镇编码为47249。

## 政治
圣洛朗所属的省级选区为拉瓦达克县。

## 人口

1962-2008年间人口变化图示

圣洛朗于2022年1月1日时的人口数量为459人。